# Taxicaulis
Taxicaulis là một chi rêu trong họ Hypnaceae.